# Rosa fedtschenkoana
Rosa fedtschenkoana ist eine Pflanzenart aus der Gattung Rosen (Rosa) innerhalb der Familie der Rosengewächse (Rosaceae). Sie stammt aus Zentralasien.
Rosa fedtschenkoana wurde von Olga Alexandrowna Fedtschenko auf einer Reise durch Zentralasien in Turkestan entdeckt und nach Sankt Petersburg gebracht. Der deutsche Botaniker Eduard August von Regel beschrieb diese Rosenart 1878 erstmals und widmete sie der Entdeckerin. DNA-Tests haben gezeigt, dass die Damaszener-Rosen, sowie Remontant- und Moosrosen von Rosa fedtschenkoana abstammen. Damit ist geklärt, woher die Remontant-Gene der westlichen Rosen kommen.

## Beschreibung

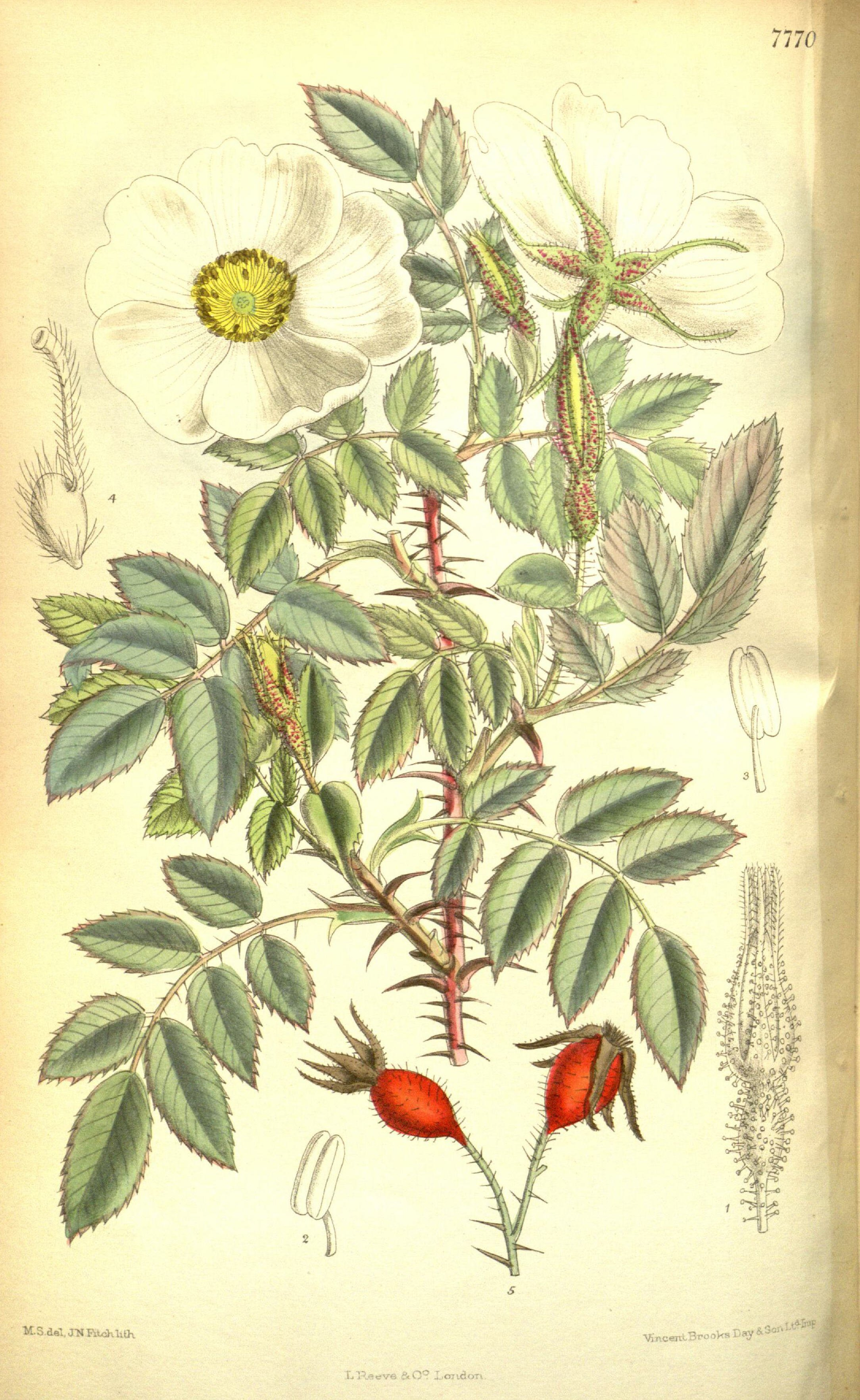
Illustration

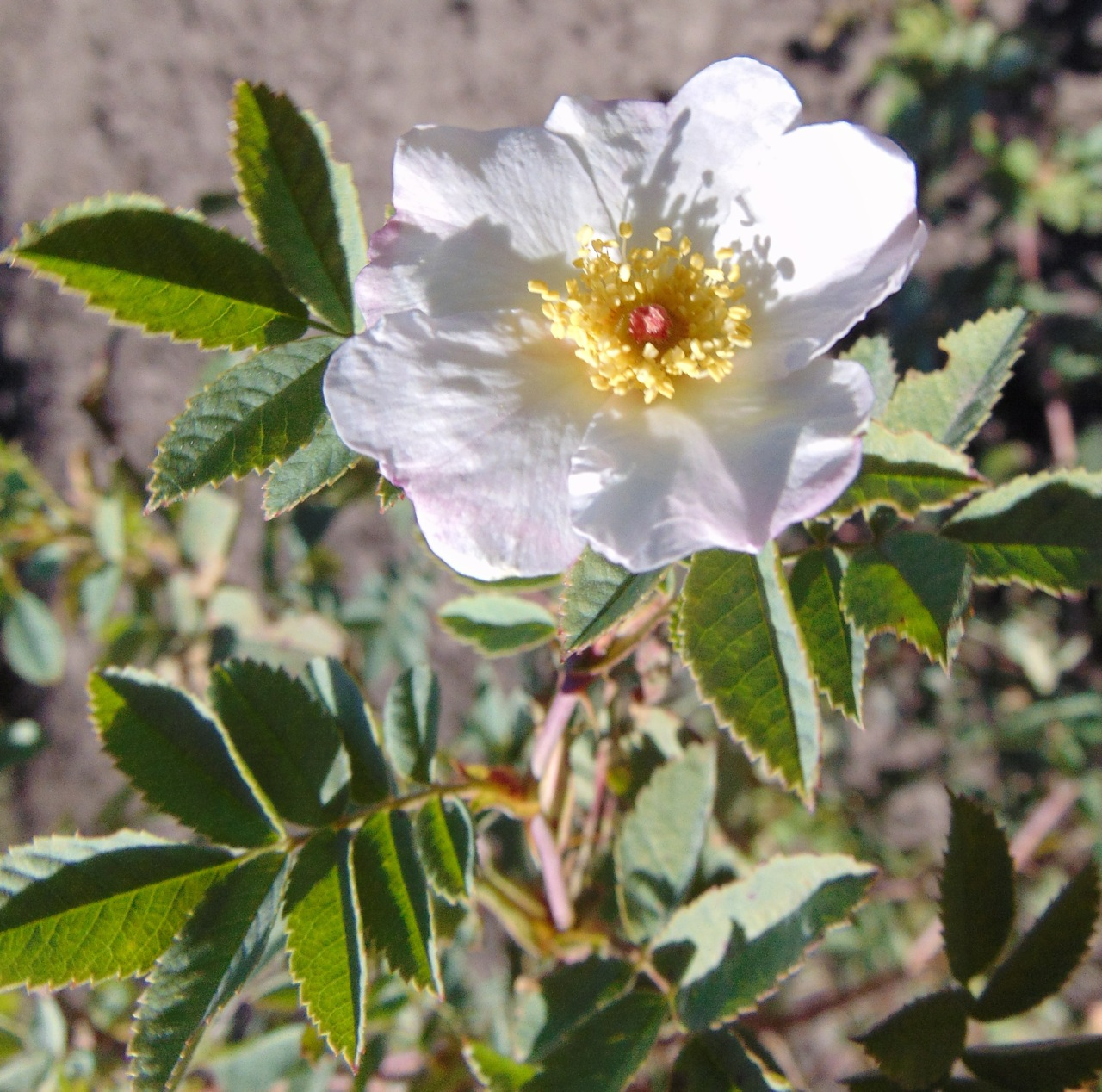
Gefiederte Laubblätter und radiärsymmetrische Blüte

### Vegetative Merkmale
Rosa fedtschenkoana bildet einen großen Strauch, der sich durch Ausläufer mit „Wurzelschossen“ ausbreiten und dadurch bis zu 6 Meter breit wachsen kann und Wuchshöhen von bis zu 2,5 Metern erreicht. Die Rinde junger Zweige ist weißlich aus und dicht mit zunächst karminroten, langen Stacheln besetzt. Die stielrunden Zweige sind mit bis 7 Millimeter langen, geraden, gelblichen, steifen Stacheln versehen, die sich zu ihrer Basis hin allmählich verbreitern.
Die wechselständig angeordneten Laubblätter sind in Blattstiel sowie Blattstiel gegliedert und insgesamt 3 bis 4,5 Zentimeter lang. Die unpaarig gefiederten Blattspreiten sind graugrün mit meist sieben, selten fünf oder neun Fiederblättchen. Die Fiederblättchen sind fast kreisrund oder eiförmig mit fast gerundeter oder breit keilförmiger Basis und gerunden-stumpfem oberen Ende. Die ledrigen Fiederblättchen besitzen auf der Unterseite erhabenen Blattnerven. Der Blattrand ist einfach gesägt, aber im unteren Bereich nicht gesägt. Die Blattrhachis und die Blattstiele sind kahl oder spärlich drüsig-flaumig behaart. Die Nebenblätter sind fast auf der gesamten Länge mit dem Blattstiel verwachsen; ihr freier Teil ist lanzettlich bis eiförmig mit spitzem oberen Ende und ihr Rand ist mit Drüsenhaare flaumig behaart.

### Generative Merkmale
Rosa fedtschenkoana blüht vom Frühsommer fortwährend bis in den Herbst hinein; in Xinjiang von Juli bis August. Die Blüten stehen meist einzeln, selten zu zweit bis viert in Bündeln. Der Blütenstiel ist 1 bis 2 Zentimeter lang und flaumig mit gestielten Drüsenhaaren besetzt. Die Tragblätter sind eiförmig oder eiförmig-lanzettlich mit geschwänztem oberen Ende und flaumig mit Drüsenhaaren besetzt.
Die zwittrigen, unangenehm duftenden Blüten sind bei einem Durchmesser von 3 bis 4 Zentimeter radiärsymmetrisch und fünfzählig mit doppelter Blütenhülle. Der eiförmige Blütenbecher (Hypanthium) besitzt gestielte Drüsen oder ist selten kahl. Die fünf Kelchblätter sind lanzettliche mit bespitztem oberen Ende und ihre Unterseite ist dicht flaumig behaart. Die fünf weißen, selten rosafarbenen Kronblätter sind breit verkehrt-eiförmig mit breit-keilförmiger Basis und ausgebissenem oberen Ende. Es sind viele Staubblätter vorhanden. Die freien Griffel sind kürzer als die Staubblätter und flaumig behaart.
Die bei Reife leuchtend tief-roten Hagebutten sind bei Durchmessern von 1,5 bis 2 Zentimeter länglich bis eiförmig oder birnenförmig. Auf der drüsig flaumig behaarten Hagebute befinden sich die fünf haltbaren Kelchblätter. In Xinjiang reifen die Hagebutten von August bis Oktober.

## Verbreitung
Rosa fedtschenkoana ist in Zentralasien in Kasachstan und im Volksrepublik China gehörenden autonomen Gebiet Xinjiang verbreitet. In Xinjiang gedeiht sie in Gebüschen, an Hängen und an Ufern von Fließgewässern in Tälern in Höhenlagen von 2400 bis 2700 Metern.

## Systematik
Die Erstbeschreibung von Rosa fedtschenkoana erfolgte 1878 durch Eduard August von Regel in Trudy Imperatorskago S.-Peterburgskago Botaničeskago Sada, Band 5, 2, S. 314–315. Das Artepitheton fedtschenkoana ehrt die deutsch-russische Naturforscherin Olga Fedtschenkoi (1845–1921). Synonyme für Rosa fedtschenkoana Regel sind: Rosa caraganifolia Sumnev., Rosa coeruleifolia Sumnev., Rosa epipsila Sumnev., Rosa lavrenkoi Sumner, Rosa lipschitzii Sumner, Rosa oligosperma Sumnev., Rosa minusculifolia Sumner. Manche Botaniker sehen in dieser Wildrose eine Unterart von Rosa beggeriana, andere bezeichnen sie als Rosa webbiana Wall. ex Royle.
Rosa fedtschenkoana gehört zur Serie Webbianae aus der Sektion Rosa in der Untergattung Rosa innerhalb der Gattung Rosa.

## Nutzung
Die Rose ist frosthart bis −35 °C (USDA-Zone 4). Die Hagebutten werden genutzt und enthalten bis zu 6,6 % Ascorbinsäure (Vitamin C) in der Trockenmasse.